# 모콰 우물
모콰 우물(영어: Moqua Well)은 나우루의 작은 지하호이다.

## 어원
모콰(Moqua), 또는 모쿠아라는 이름은 야렌의 옛 명칭인 모쿠아(Moqua)에서 유래했다.

## 역사
제2차 세계 대전 때 모콰 우물은 과거 나우루의 거주민들의 가장 중요한 생수 공급원이었다. 이러한 관계로 비록 호수지만 우물로 불렸다.
나우루 정부는 2001년에 음주로 인한 익사 사건으로 인하여 같은 해에 지하호 주변에 울타리를 설치하였다.

## 위치
모콰 우물은 야렌구에 위치해 있다. 모콰 우물은 잘 알려지지는 않았으나, 나우루의 몇 안되는 관광 명소 중 하나로 꼽힌다. 모콰 우물 아래에는 모콰 동굴이 형성되어 있다.

## 같이 보기
- 야렌구
- 나우루의 지질